# Actia triseta
Actia triseta är en tvåvingeart som först beskrevs av Louis-Paul Mesnil 1954.  Actia triseta ingår i släktet Actia och familjen parasitflugor.
Artens utbredningsområde är Rwanda. Inga underarter finns listade i Catalogue of Life.